# Marta Sáenz de la Calzada
Pour les articles homonymes, voir Sáenz et Calzada.
Marta Sáenz de la Calzada, est une actrice québécoise d'origine espagnole. Artiste polyvalente, elle s'exprime par le conte, le théâtre et la poésie,,.

## Biographie

### Jeunesse et débuts
Marta Sáenz de la Calzada est née à León, Espagne, exilée au Québec en 1969 sous la dictature de Franco. Elle détient une Licence ès Sciences Physiques (1968) de l'Université complutense de Madrid, Espagne et une maîtrise ès Sciences Physiques de l'Université Laval, Québec en 1975.
En Espagne, dès l'âge de huit ans, son père Luis Sáenz de la Calzada lui récitait le Romancero gitano de Federico García Lorca. Son père faisait du théâtre dans La Barraca, un théâtre universitaire dirigé par Garcia Lorca sous la Seconde République espagnole. Initiée à cette passion, elle participe à la mise en scène de classiques du théâtre espagnol au secondaire et fait partie de la troupe de théâtre universitaire à Madrid.

### Carrière
Exilée au Québec en 1969 en provenance de l'Espagne franquiste, Marta Sáenz de la Calzada arrive à Rouyn-Noranda comme enseignante en mathématique au Cégep de l'Abitibi-Témiscamingue. Dès son arrivée en Abitibi-Témiscamingue, elle participe à la vie théâtrale de la région. De 1972 à 1990, elle travaille avec différents metteurs en scène (Gilles Devault, Jean-Guy Coté, Lucie Legault-Roy) afin de suivre des formations, monter des pièces théâtrales et radiophoniques. Elle participe à des lectures de poésies ou traduit au français ses poètes espagnols favoris. Certaines de ces traductions donneront lieu à des productions théâtrales, comme la pièce Des petites choses pour l’eau.
Elle interprète différents rôles au théâtre, participe à plusieurs événements culturels en Abitibi-Témiscamingue et contribue à divers projets collectifs. Elle joue dans Joualez-moi d'amour de Jean Barbeau, La femme rompue de Simone de Beauvoir, Couple ouvert à deux battants de Dario Fo, Albert N., ni homme ni femme d'Edwige  Herbiet, Des petites choses pour l'eau, spectacle poétique conçu avec Jean-Guy Côté à partir de poèmes de trois poètes hispanophones, Du sexe? Ah, oui! Merci! de Dario Fo et Franca Rame.
Elle quitte le monde de l’enseignement en 2004 et explore alors l'art du conte. Elle suit plusieurs formations et participe à la majorité des éditions du Festival de contes et légendes de l'Abitibi-Témiscamingue (FCLAT) et conte dans de nombreux festivals au Québec et ailleurs : Festival Montréal en lumière, Festival interculturel du conte de Québec à Montréal, Festival Contes d’ici et d’ailleurs à Puget-Théniers (France), Îles-de-la-Madeleine, Trois-Pistoles,, spectacles de contes solo Zut ! C’était la St-Valentin !  à Blainville.
Outre son apport au milieu artistique et culturel de l'Abitibi-Témiscamingue, elle fait rayonner sa région d'adoption à l’étranger: La Havane (Cuba), en Martinique, San Miguel de Tucamán (Argentine), à Madrid (Leyendas de Abitibi-Témiscamingue) et Pampelune (Espagne) où elle présente le spectacle Mi mamá me contaba.
Elle remporte à deux reprises un premier prix au concours de la Grande menterie au Festival de contes et légendes en Abitibi-Témiscamingue (FCLAT), ainsi qu’un autre à Trois-Pistoles au festival Les grandes gueules.
Depuis son arrivée au Québec, elle partage sa culture hispanique et européenne par le choix des pièces de théâtre, la traduction d’auteurs hispaniques, la création de spectacles poétiques bilingues, en français et en espagnol, ou l’utilisation de son imaginaire dans l’écriture de ses contes. Foncièrement latine et engagée, elle aborde des œuvres dénonçant les injustices sociales et prônant l’égalité des êtres humains, des peuples, des sexes et des classes.
Dans les années 2000, elle s'implique dans le Cercle des conteurs de l’Abitibi-Témiscamingue, un organisme régional sans structure légale qui apporte un soutien et un lieu de partage pour les conteuses et les conteurs de la région.
Elle reçoit en 2016 le Prix du Conseil des arts et des lettres du Québec comme créatrice de l’année en Abitibi-Témiscamingue.
En 2017 le FCLAT lui propose une résidence littéraire jumelée avec le conteur métis Robert Seven Crows Bourdon. Le résultat de cette résidence donne le spectacle Sur les rives de la Wabakin, un spectacle racontant l’arrivée des colons à La Sarre en 1914 et de l’aide que les Anishnabé leur ont apportée,. Ce spectacle fait partie du circuit paroles vivantes de 2020 à 2022.
En 2021, elle reçoit le Prix Charles-Biddle, décerné à des personnes immigrantes qui ont contribué au développement culturel et artistique du Québec.

## Actrice

### Comédienne (Sélection)
- 1965 Interprète dans Huis-clos de Jean-Paul Sartre au Théâtre universitaire de Madrid.
- 1966 Interprète dans Le petit retable de Don Cristobal de Federico Garcia Lorca, présenté par la troupe du Collège universitaire Cardenal Cisneros au Festival national de théâtre universitaire de Madrid.
- 1967 Le Procès de Lucullus de Bertold Brecht à l’université de Madrid.
- 1967 Interprète de poèmes de Federico Garcia Lorca et Rafael Alberti, mis en scène par la troupe du Collège universitaire Cardenal Cisneros, Madrid.
- 1968 Premier rôle dans la pièce L’Amour de Don Perlimplin avec Belisa dans son jardin de Federico Garcia Lorca, présentée à Nancy (France) dans le cadre du Festival international de théâtre universitaire.
- 1972 Joualez-moi d’amour, Jean Barbeau, Centre dramatique de Rouyn-Noranda.
- 1976 Lettre au général Franco, F. Arrabal, Festival régional de théâtre, Val-d’Or
- 1984 La femme rompue, Simone de Beauvoir, Théâtre de Coppe, Rouyn-Noranda

- 1988-1989 Couple ouvert à deux battants, Dario Fo, La Poudrerie, Rouyn-Noranda
- 1994 Albert N, ni homme ni femme, H. Herbier, La poudrerie/Les Zybrides, Petit Théâtre du Vieux Noranda et tournée régionale[16].

- 1995-1996 Des petites choses pour l’eau, Luis Saenz de la Calzada, A. Lavergne et S. Saso
- 2005-2007 Du sexe ? Ah oui ! Merci !, Dario Fo, Franca Rame, Jaccopo Fo, Rouyn-Noranda[5].

### Conteuse (Sélection)
- 2018: Sur les rives de la Wabakin, textes en collaboration avec Robert Seven Crows Bourdon, FCLAT, Val-d'Or[17],[18],[19].
- 2015: Paroles de femmes, spectacle de contes avec Geneviève Falaise, Rouyn-Noranda.
- 2015: L’Abitibi, un rail à l’endroit, une faille à l’envers avec Pierre Labrèche et André Bernard, Festival interculturel  du conte au Québec, Montréal.
- 2015: Ti-Jean et compagnie, Festival interculturel du conte au Québec, Montréal.
- 2013: Soirée coquine avec Renée Robitaille, Festival de contes et légendes de l’Abitibi-Témiscamingue, Val-d’Or.
- 2011: Contes d’ici et d’ailleurs, Puget-Théniers, France
- 2010: L’amour dans tous ses états, Festival Montréal en lumière.
- 2007: Festival des grandes gueules, Trois-Pistoles.
- 2004-2013: Participations au Festival des contes et légendes de l’Abitibi-Témiscamingue [FCLAT], Val-d’Or.

### Poésie
- Participation aux éditions de La nuit de la poésie à Rouyn-Noranda.
- Lectures publiques dans diverses manifestations socioculturelles en Abitibi-Témiscamingue.
- Interprétation de poésies du livre Pequenas cosas para el agua de Luis Saenz de la Calzada à la Residencia de estudiantes (Madrid, Espagne)
- Traduction de poèmes du livre Pequenas cosas para el agua de Luis Saenz de la Calzada.
- Lecture de poème d'Antonio Gamoneda lors du lancement du livre La Barraca, teatro universitario de Luis Saenz de la Calzada à la Résidence d'étudiants de Madrid (Espagne).

### Interprète, télévision et cinéma
- 1987: Les Polissons, réalisation Dagmar Teufel, production Office national du film[20].
- 1988: La Fin, réalisation PAT inc., série Vidéotour, Radio-Québec.
- 2001: Love à la carte, réalisation collective sous la supervision du réalisateur Philippe Falardeau dans le cadre du Festival du cinéma international en Abitibi-Témiscamingue.
- 2022: Axiomata, réalisation Béatriz Mediavilla.
- 2022: Rouyn Noranda, réalisation Jul Guyon, film expérimental réalisé en collaboration à la direction photo avec la cinéaste témiscabitibienne Béatriz Mediavilla[21].

### Expériences à la radio
De 1984 à 1987, expériences à la radio communautaire de Rouyn-Noranda, CIRC-MF:
- Adaptation radiophonique et mise en scène de la pièce Le Goûter des généraux de Boris Vian
- Adaptation/interprétation du radio-roman Comment a disparu la juge O’Brien d’après une nouvelle de Jack London
- Décor musical du radio-roman Petit courage, texte de Jeanne-Mance Delisle.
- Création collective (texte, mise en scène et interprétation) du radio-roman Week-end au camp.
- Réalisation d’une émission de deux heures sur les traditions de Noël.
- Mise en scène des radio-romans Le Grand vide et Une femme libre, textes de Mud Lavoie.
- Réalisation de deux émissions de deux heures : Les jeunes et Les Hommes.
- Chronique hebdomadaire: L’énigmatique sphinx du dimanche dans Propos et confitures.

## Publications
- Quand on va à Montréal - Du théâtre en Abitibi-Témiscamingue ? Département d’histoire et de géographie du Cégep de l’Abitibi-Témiscamingue à Rouyn-Noranda, 1990, pp.163 à 187.
- Traduction en espagnol de la poésie Les yankees de Richard Desjardins, publiée dans la revue Ruptures, 1993, vol.11 pp 8-10.
- Le nord dans le noir de la nuit dans Des projets et des volontés, brochure de l’UQAT, 2000, pp 13 et 14

- Un cœur de glace, coffret poétique édité par Multiboîte, Rouyn-Noranda, 2009[22],[5],[23].

- Le Noël de Rose et Départs, publiés dans Rouyn-Noranda littéraire, recueil collectif, Éditions du Quartz, 2013  (ISBN 978-2-924031-09-4)

- Moi, ma mère me racontait, Édition Les Z’Ailées, 2014  (ISBN 978-2-9239107-9-6)[24],[25].

## Prix et récompenses
- 2007, Prix littéraire de l'Abitibi-Témiscamingue pour le recueil de poésie intitulé  Laisse-moi te haïr .
- 2014, Premier prix au concours de la grande menterie au FCLAT, à Val-d'Or.
- 2014, Premier prix au Festival des Grandes Gueules (Trois-Pistoles).

- 2016, Prix du CALQ comme créatrice de l’année en Abitibi-Témiscamingue[10],[26].
- 2017, Premier prix au concours Contar la vida, au Festival Primavera de Cuentos  à La Havane.

- 2021, Prix Charles-Biddle, remis par le Ministère de l'Immigration, de la Francisation et de l'Intégration du Québec[27],[28],[29],[30],[31].
- 2025, Prix du CALQ - Artiste de l'année en Abitibi-Témiscamingue[32],[33].